# Dingelstädt
Dingelstädt – miasto i gmina (Landgemeinde) w Niemczech, w kraju związkowym Turyngia, w powiecie Eichsfeld. Do 31 grudnia 2018 siedziba wspólnoty administracyjnej Dingelstädt. Liczy 12 282 mieszkańców (31 grudnia 2021).
1 stycznia 2019 do miasta przyłączono gminy Helmsdorf, Kefferhausen, Kreuzebra oraz Silberhausen. Gminy te stały się automatycznie jego dzielnicami. 1 stycznia 2023 do miasta przyłączono dzielnice (Ortsteil) Bickenriede oraz Zella wraz z osadą Breitenbich, pochodzące ze zlikwidowanej gminy Anrode w powiecie Unstrut-Hainich oraz dzielnice Beberstedt i Hüpstedt ze zlikwidowanej gminy Dünwald. 1 stycznia 2024 do miasta przyłączono dzielnice (Ortsteil) Annaberg, Kloster Zella oraz Struth pochodzące ze zlikwidowanej gminy Rodeberg w powiecie Unstrut-Hainich.

## Współpraca
Miejscowości partnerskie:
- Aiud, Rumunia
- Felsberg, Hesja
- Jarosław, Polska
- Künzell, Hesja
- Wenden, Nadrenia Północna-Westfalia